# Cafe & Bar Celona
Cafe & Bar Celona en Finca & Bar Celona zijn restaurantketens van de Duitse onderneming Celona Gastro GmbH.  In 2020 zijn er 31 vestigingen (24 Cafe & Bar Celona en zeven Finca & Bar Celona). De onderneming heeft daarnaast deelnemingen in andere horecabedrijven, waaronder de koffieketen Woyton.

## Geschiedenis
In mei 2000 opende het eerste Cafe & Bar Celona in Hannover. Aan het einde van dat jaar werd in Osnabrück een tweede bedrijf geopend. In de jaren daarna volgde verdere uitbreiding. In 2016 opende het 30e Celona filiaal in Göttingen.
Naast het horecaconcept Cafe & Bar Celona heeft de onderneming een horecaformule onder de naam Finca & Bar Celona. Het eerste filiaal hiervan opende in 2007 direct aan de Pegnitz in Neurenberg.
In december 2014 opende het eerste Cafe & Bar Celona buiten Duitsland in Enschede.
Om duidelijk te maken of gasten wel of niet getutoyeerd wilden worden door de bediening, had Cafe & Bar Celona vanaf januari 2015 in heel Duitsland drie maanden lang de 'Du-Sie-Würfel' op tafel gelegd. Met deze kubus kon de gast aangeven of hij door het personeel getutoyeerd wilde worden of niet.
Celona Gastro GmbH exploiteert ook de restaurantketen MA met vestigingen in Bremen, Oldenburg en Essen.

## Concept
Het all-day-concept straalt mediterrane invloeden uit in gerechten, dranken, inrichting en sfeer.  Naast het normale menu is er een dagelijks ontbijtbuffet, een lunchbuffet, een selectie aan gebak, maar ook koffiespecialiteiten, ijs en cocktails.
De bedrijven zijn gevestigd in steden met meer dan 50.000 inwoners en hebben een restaurantoppervlakte van minimaal 200 m².

## Eigendom
Aandeelhouders van Celona Gastro GmbH zijn Johannes Hoyer en Irmin Burdekat (beide oprichters van ALEX Gastro), de Krombacher Brauereigruppe en de Cafe-Extrablatt Gruppe.